# 白根バイパス
白根バイパス（しろねバイパス）は、新潟県新潟市南区保坂から同区戸頭に至る国道8号（重用：国道17号）のバイパス道路。

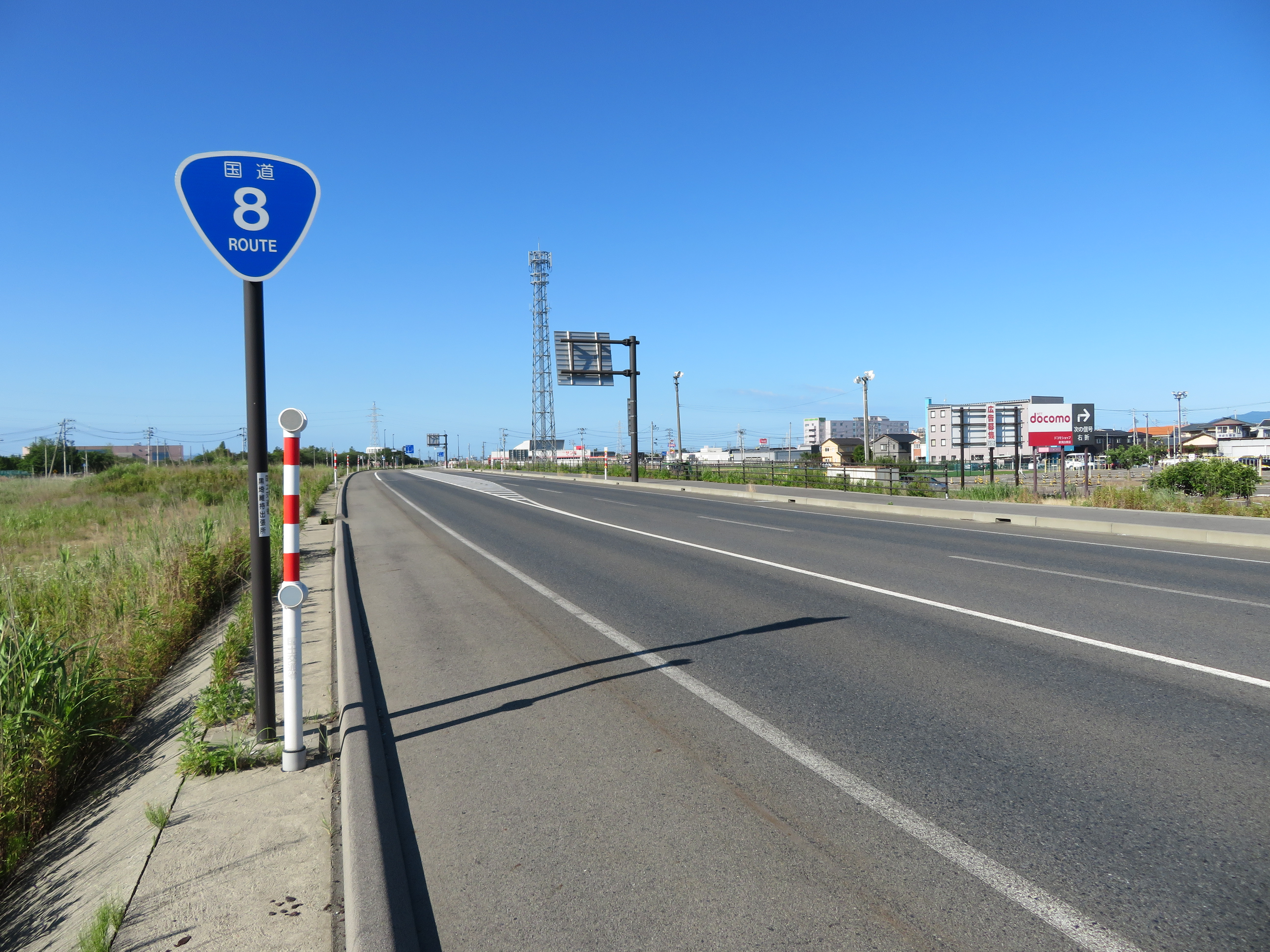
新潟市南区上下諏訪木付近

## 概要

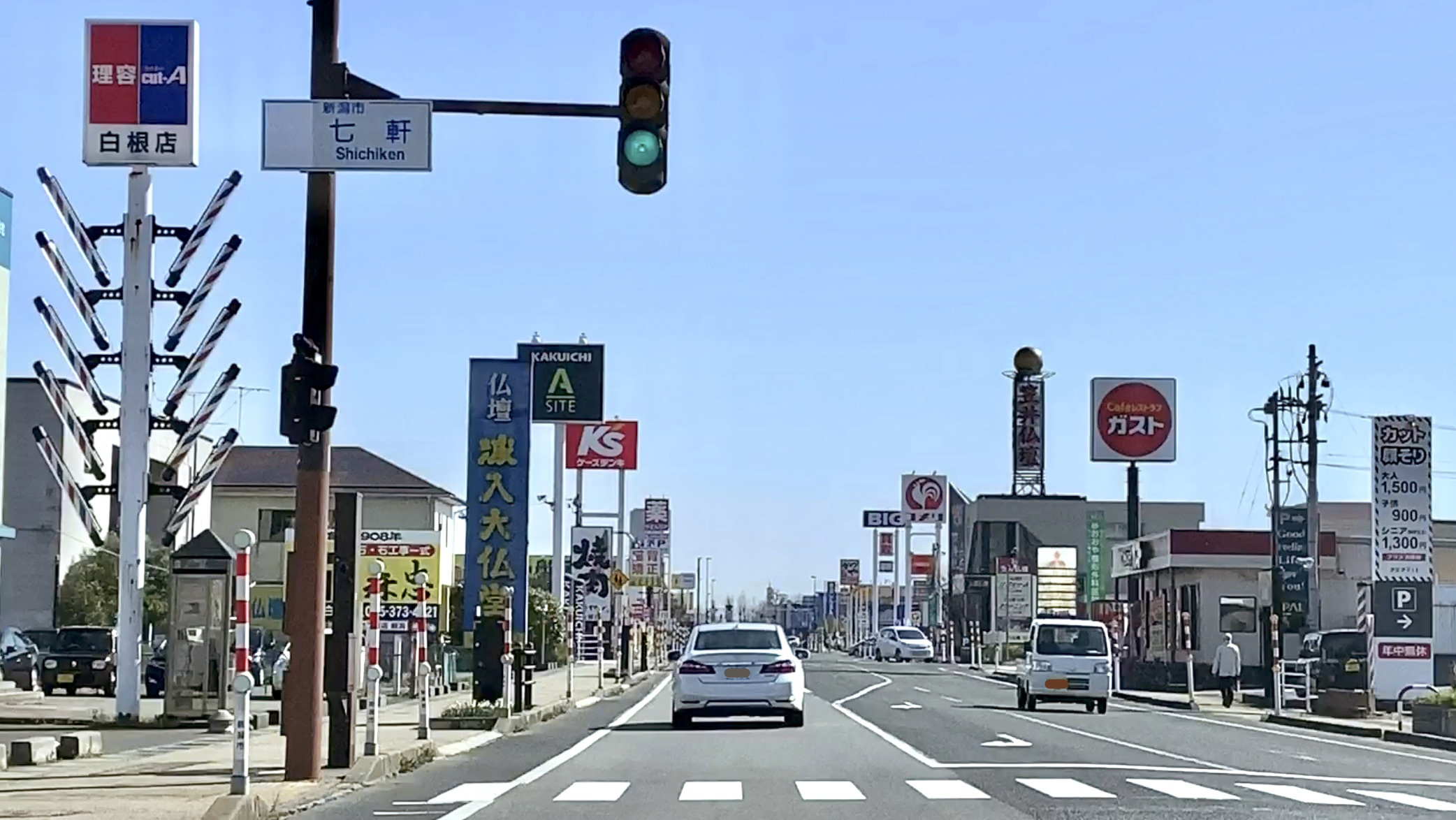
開通後の旧道（2020年3月）

新潟市白根地区（旧白根市）中心部の渋滞緩和を目指し、市街地東側に整備される延長5.9 km（キロメートル）の区間である。2015年（平成27年）に部分開通し、2019年（平成31年）に全線が開通した。
このバイパスによって旧道となった区間を含む新潟市西区大野町から三条市代官島に至る区間は、中ノ口川の堤防上や白根市街地を通るルートを1960年代の整備（国道8号白根道路改良）によって変更したもので、その経緯を基にすれば「バイパスのバイパス」ともいえる。

### 路線データ
- 起点 - 新潟県新潟市南区保坂[1]
- 終点 - 新潟県新潟市南区戸頭[1]
- 全長 - 5.9 km[1]
- 規格 - 第3種第1級[3]
- 道路幅員 - 28.0 m[1] （暫定14.5 m[1]）
- 車線数 - 暫定2車線（完成4車線）[1]
- 車線幅員 - 3.5 m[1]
- 設計速度 - 80 km/h[3]

## 歴史
- 1984年（昭和59年）度 - 計画調査を開始。
- 1987年（昭和62年）9月10日 - ルート承認。
- 1988年（昭和63年）12月15日 - 新潟県が白根市の都市計画道路「白根道路」として計画決定。
- 1991年（平成3年）度 - 建設省（当時）が「一般国道8号 白根バイパス」として事業化[1]。
- 1997年（平成9年）度 - 用地買収に着手[1]。
- 2000年（平成12年）度 - 着工[1]。
- 2015年（平成27年）3月22日 - 新潟市南区鯵潟 - 戸頭間（延長3.9 km）開通[1][4]。
- 2019年（平成31年）3月10日 - 新潟市南区保坂 - 鯵潟間（延長2.0 km）開通[2][5][6][7]。
- 2019年（平成31年）4月1日 - 平行する旧道が新潟市道戸頭保坂線となり、国土交通省から新潟市に移管された[8]。

## 地理

### 通過する自治体
- 新潟県
  - 新潟市（南区）

### 交差する道路
- 国道460号（白根古川交差点）
- 新潟県道41号白根安田線

## 接続するバイパスの位置関係

### 国道8号、国道17号
（新潟方面） 大野改良 - 白根改良 - 白根バイパス  - 白根改良（京都、東京方面）